# Ala II Flavia Hispanorum civium romanorum
El Ala II Flavia Hispanorum civium romanorum fue una unidad auxiliar de caballería del ejército imperial romano del tipo ala quinquagenaria de caballería.

## Origen del Ala y primeros servicios
Fue reclutada en Hispania bajo la dinastía Flavia, muy probablemente bajo Vespasiano. Su apelativo, Hispanorum, indica que el dilectus  o reclutamiento mediante el que fue creada afectó a todas las provincias romanas de la Península, a diferencia de otras órdenes de recluta dirigidas a pueblos concretos.
Aunque se desconoce a qué provincia concreta fue enviada al principio, parece bastante probable que fuera destinada al limes del bajo Danubio, en una de las dos Moesiae. Allí, bajo Domiciano, combatió a los dacios y obtuvo los epítetos de civium romanorum.

## El Ala en Hispania

### SiglosIyII

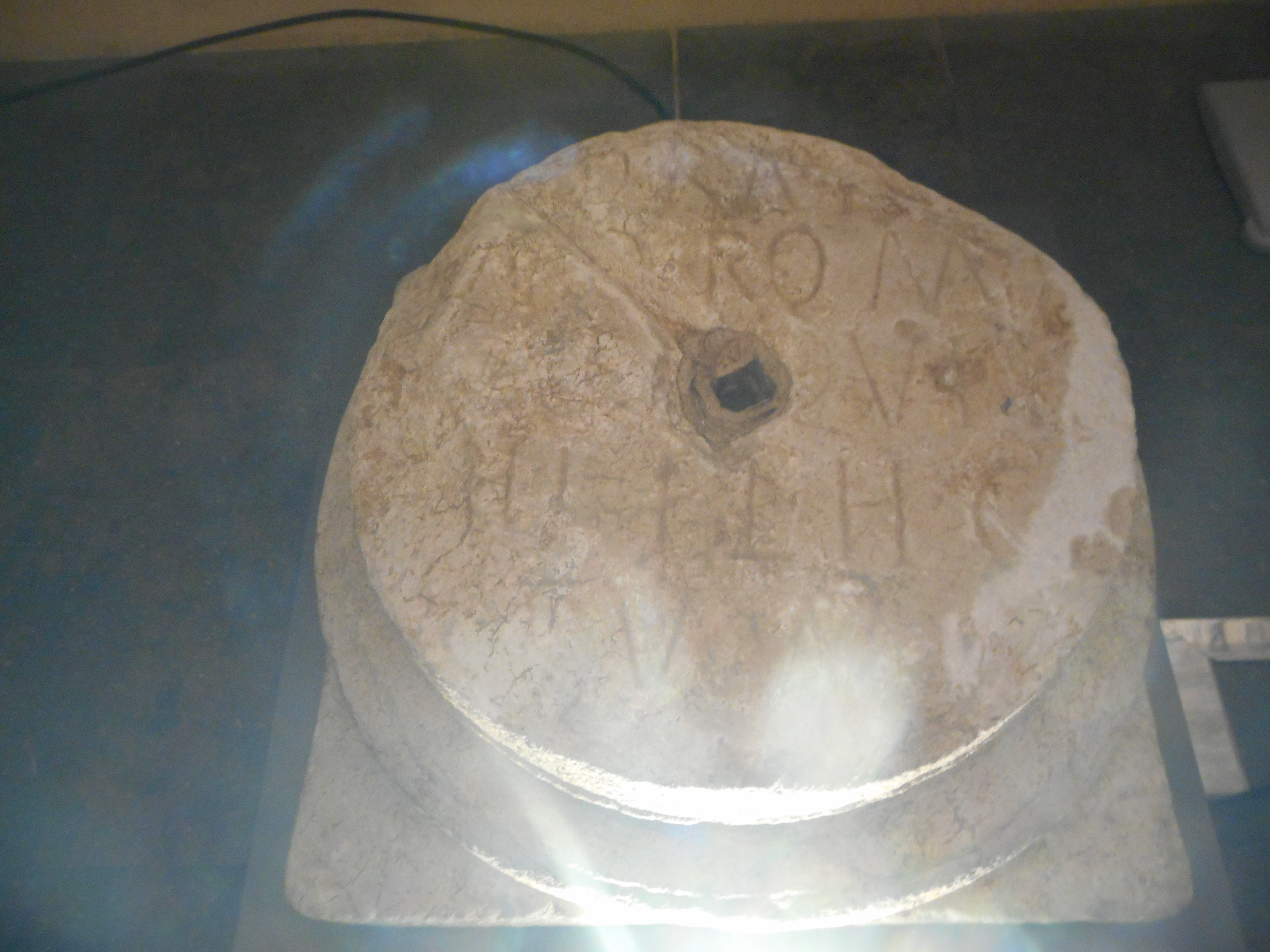
Inscripción romana votiva procedente de Astorga (León) dedicada por Tiberio Junio Cuadrado, natural de Roma, prefecto del Alla II Flavia Hispanorum civium romanorum en el, que demuestra la presencia de la unidad en Asturica Augusta.

Inmediatamente después, fue traslada a Hispania, para sustituir al Ala Parthorum, destinada al norte de África. Fue instalada en la provincia Tarraconensis en el castellum de Petavonium, construido sobre el antiguo campamento de la Legio X Gemina, lugar donde permaneció hasta la época de Aureliano. 
El Ala envió al África Proconsular un destacamento acompañando a la Legio VII Gemina para combatir a los mauri bajo Antonino Pío, a las órdenes de Tito Vario Clemente.
Bajo Marco Aurelio, también ayudó a repeler a esos mismos mauri cuando por dos veces atacaron la provincia Bética, labor en la que también cooperó con la Legio VII Gemina.

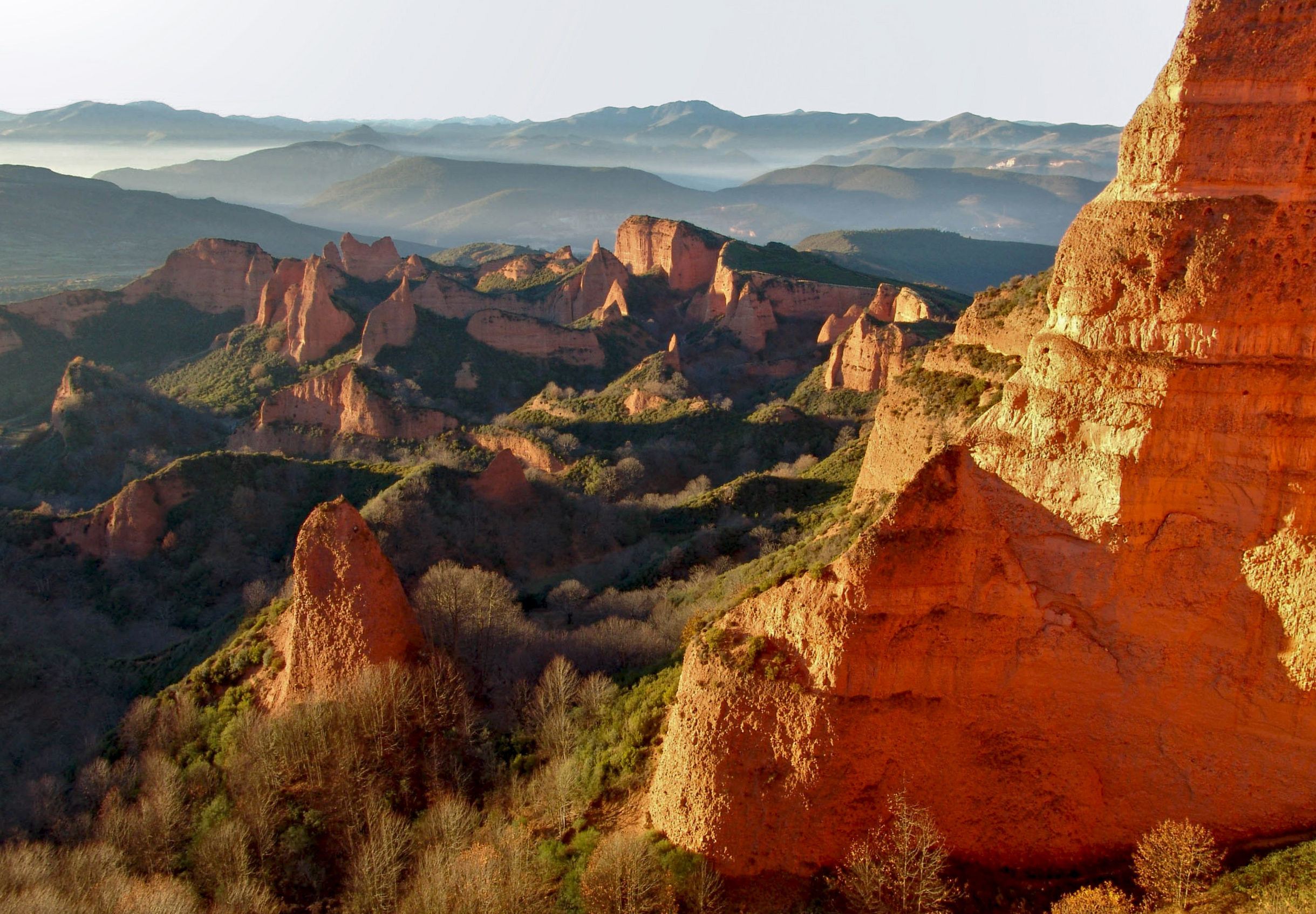
El Ala II Flavia Hispanorum civium romanorum mantuvo destacamentos en la zona aurífera de Las Médulas para colaborar en las labores de extracción del oro y en las de su traslado hacia Tarraco.

Durante el siglo II mantuvo destacamentos permanentes en las zonas de explotaciones auríferas de El Bierzo, junto con otros de las Cohortes equitatae I Galica y I Celtiberorum y de la Legio VII Gemina, y también en el norte de Portugal, cerca de Aquae Flaviae (Chaves).
Así mismo, dos de sus Praefecti, Lucio Verseno Aper y Marco Selio Honorato, levantaron en la base de Petavonium edificios de un cierto porte, como unas termas y un conjunto de capillas dedicadas a Hércules. Por su parte, el prefecto Arrio Constante Esperatiano erigió un altar en honor a Diana, la diosa de los cazadores, en la base de la unidad, y Tiberio Junio Quadrato hizo lo propio con Diana, también en Petavonium, y con Marte en Aquae Flaviae.

### ElsigloIII
En 193 se proclamó partidaria de Clodio Albino, pero en 196, desertó y se pasó a Septimio Severo, en cuyo honor erigió una estatua en su base de Petavonium.

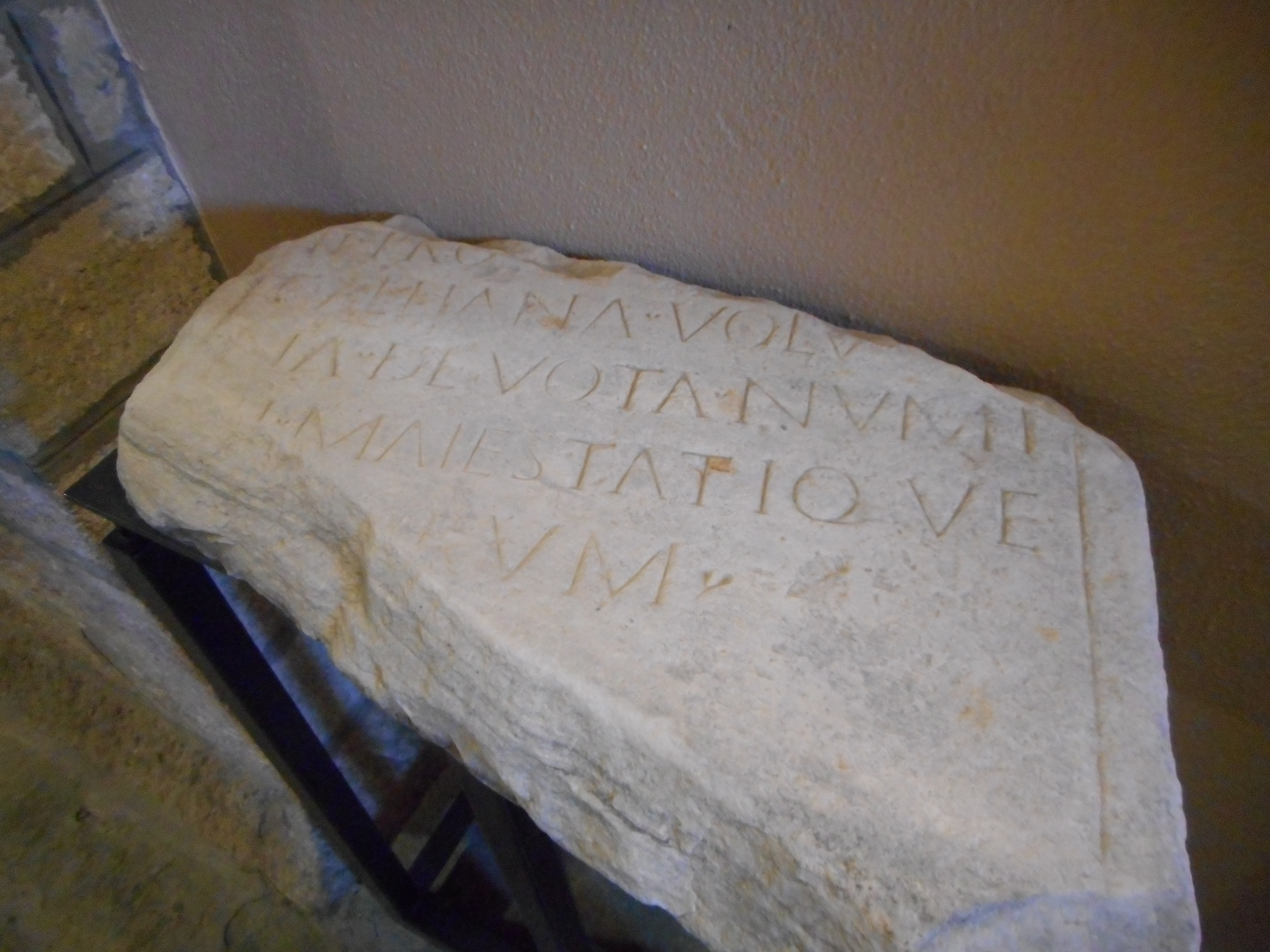
Inscripción honoraria dedicada por los miembro del Ala II Flavia Hispoanorum civium romanorum en honor del emperador Treboniano Galo, para demostrarle su lealtad.

Bajo Treboniano Galo, juró lealtad a este emperador y a su hijo Volusiano, en 253, pero poco después, en época de Galieno, como ocurrió con toda la guarnición y las provincias hispanas, se pasó al Imperio Gálico de Póstumo, Victorino y Tétrico. 
En época de Aureliano, volvió a ser leal al Imperio, y fue trasladada a Oriente para participar en la reconquista del territorio perdido en favor del Reino de Palmira, participando en la batalla de Emesa.

### ElsigloIVy la desaparición de la unidad
En Petavonium, los soldados no trasladados a Oriente por Aureliano fueron transformados en infantería y completados sus efectivos en época de Constantino I para formar la Cohors II Flavia Pacatiana. Esta unidad desapareció entre 406 y 409 cuando la usurpación de Constantino III, las maniobras de su general Geroncio, y la invasión de la Península por vándalos, suevos y alanos hicieron desaparecer el ejército romano de Hispania.
Por su parte, los efectivos del Ala enviados a Oriente, según la Notitia Dignitatum, fueron acantonados en Egipto, en la Tebaida, con el nombre de Ala II Hispanorum, desapareciendo muy posiblemente bajo Justiniano en el siglo VI.

## Véase también

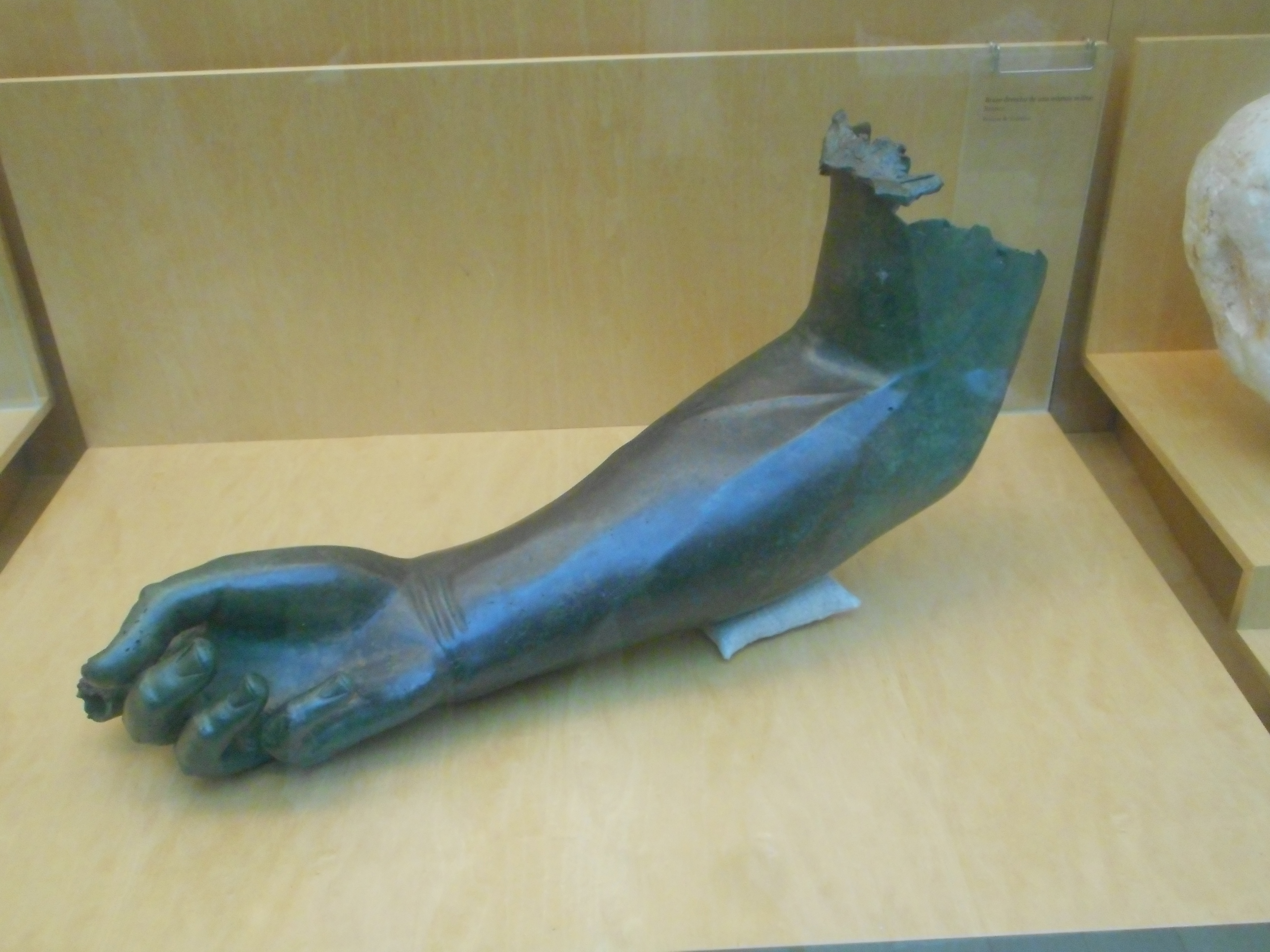
Brazo de bronce de una estatua imperial procedente de los principia del castellum de la unidad en Petavonium, conservada en el museo de Zamora.

## Bibliografía

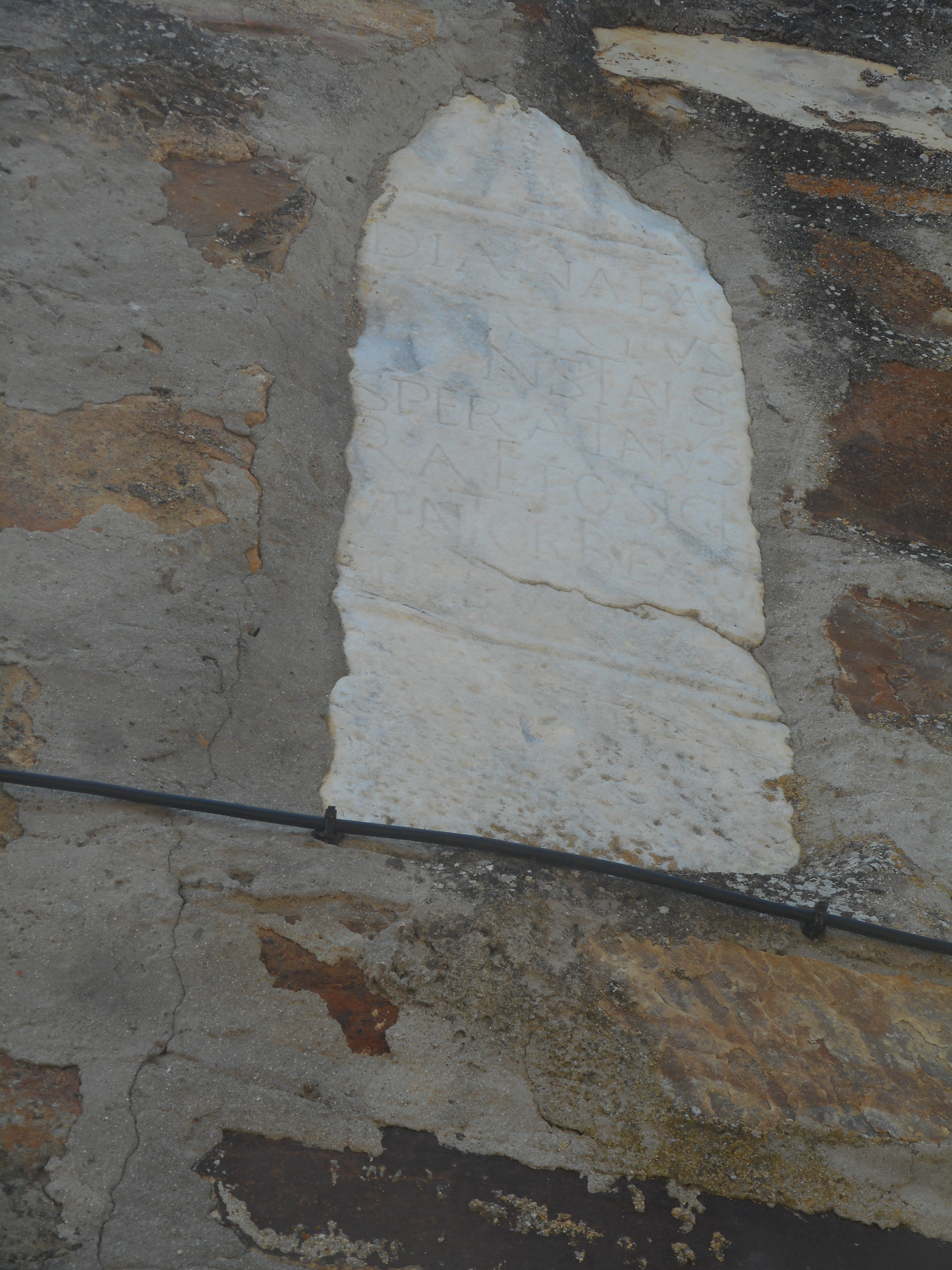
El prefecto del Ala Arrio Constante Esperatiano dedicó esta inscripción a Diana como agradecimiento por la abundante caza del entorno de la base de la unidad.